# Иммервар, Клара
Клара Иммервар (нем. Clara Immerwahr; 21 июня 1870 года — 2 мая 1915 года) — немецкий химик, активистка борьбы за права женщин.

## Биография
Родилась на ферме возле Бреслау в еврейской семье. Родители: химик Филипп Иммервар и Анна Крон. Клара была младшим ребёнком, кроме неё в семье было ещё трое детей. В 1890 году мать Клары умерла от рака. После Клара и её отец переехали в Бреслау . Там она окончила университет. В 1897 году перешла из иудаизма в лютеранство.
В 1900 году Клара Иммервар получила под руководством Рихарда Абегга степень доктора философии в области химии.
В 1901 году вышла замуж за химика Фрица Габера. Поскольку из-за предрассудков, распространённых в то время, Клара не могла самостоятельно в полной мере заниматься наукой, она помогала своему мужу, переводя его работы на английский язык. 1 июня 1902 года Клара родила сына Германа Габера (1902—1946).
После начала Первой мировой войны Фриц Габер принимал участие в разработке химического оружия для немецкой армии. Благодаря ему немецкая армия смогла применить иприт во время битвы на Ипре, Габер лично присутствовал при первом боевом применении нового оружия.

### Смерть

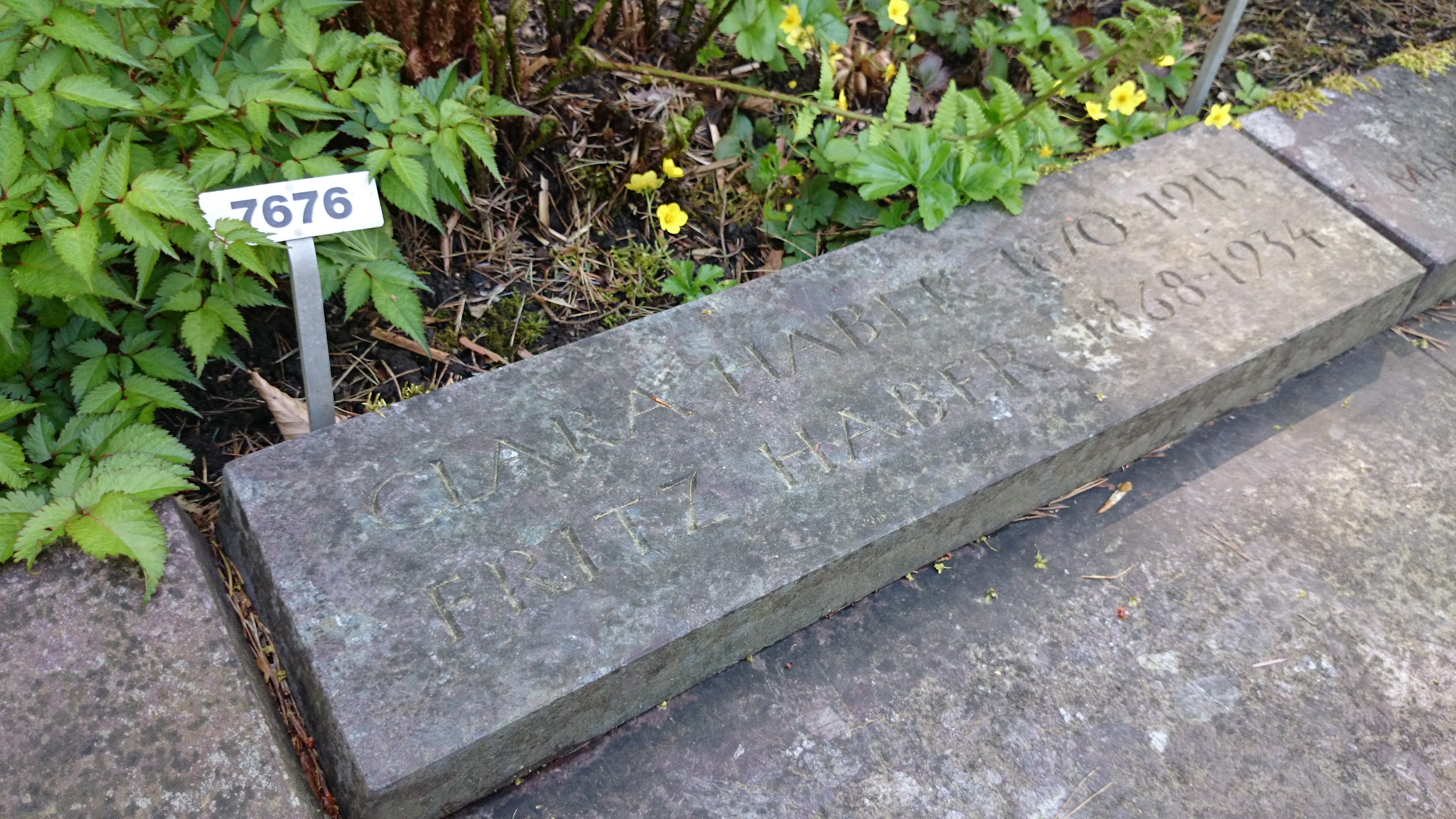
Могила Фрица и Клары Габеров в Базеле

Вскоре после возвращения Габера из Бельгии, Клара покончила с собой, выстрелив себе в грудь из его пистолета. Она умерла 2 мая 1915 года. Известие о её смерти практически не получило распространения в газетах. Единственное сообщение было опубликовано через шесть дней после её смерти в захолустной газете «Grunewald-Zeitung». Сообщение гласило: «жена доктора Г. из Далема, который в данный момент находится на фронте, покончила с жизнью, выстрелив в себя. Причины этого поступка несчастной женщины неизвестны».
Поскольку обстоятельства её самоубийства точно не известны, а вскрытие не проводилось, то впоследствии это привело к возникновению слухов относительно обстоятельств и мотива самоубийства. Вероятно, она как пацифистка не могла перенести ужаса причастности её мужа, а опосредованно и её самой, к созданию оружия массового поражения. На следующее утро после её смерти муж организовывал первую газовую атаку на Восточном фронте.
Похоронена вместе со своим мужем в Базеле.
С 1991 года международная организация «Врачи мира за предотвращение ядерной войны» ежегодно вручает престижную премию имени Клары Иммервар.